# Li-Ning
Li-Ning Company Limited (chiń. trad. 李寧有限公司; chiń. upr. 李宁有限公司; pinyin: Li-Níng Yǒuxiàn Gōngsī) – chińskie przedsiębiorstwo, specjalizujące się w produkcji sprzętu sportowego, odzieży oraz obuwia. Siedziba firmy znajduje się w Pekinie.

## Historia
Przedsiębiorstwo Li-Ning zostało założone w 1990 przez chińskiego sportowca, olimpijskiego medalistę Li Ninga, który zasiada w zarządzie jako prezes. W 2005 Li-Ning utworzyło spółkę joint venture z francuską firmą odzieżową AIGLE, dając Li-Ning prawo na wyłączność do bycia dystrybutorem produktów AIGLE w Chinach przez 50 lat. W 2006 Li-Ning osiągnęło przychody w wysokości 418 mln USD, a całkowity zysk wyniósł około 39 mln USD. W marcu 2007 firma posiadała 4297 sklepów detalicznych. Większość sklepów działa na zasadzie franczyzy. Firma prowadzi również sprzedaż internetową poprzez Amazon oraz AliExpress. W styczniu 2010 firma otworzyła swoją siedzibę w Stanach Zjednoczonych oraz sztandarowy sklep w Portland w stanie Oregon. W styczniu następnego roku marka nawiązała współpracę z Acquity Group z Chicago, aby rozszerzyć dystrybucję i rozpoznawalność marki w USA. We wrześniu 2012 Li-Ning podpisało umowę partnerską z graczem NBA Dwyane’em Wade’em, który zrezygnował z kontraktu z Air Jordan na rzecz Li-Ning.

## Kluby korzystające ze strojów Li-Ning
Li-Ning jest sponsorem technicznym głównie azjatyckich klubów czy reprezentacji. W Europie marka jest znana ze sponsorowania Sevilli w sezonie 2011/2012.